# Georg Dahl
Johan Georg Dahl (i riksdagen kallad Dahl i Filipstad), född 1 maj 1869 i Ekshärads församling, Värmlands län, död 12 september 1928 i Stockholm (kyrkobokförd i Filipstads församling), var en svensk riksdagsledamot (högern) och rådman.
Dahl var ledamot av riksdagens första kammare för Värmlands län 1926-1928. Han var verkställande direktör för Filipstads sparbank och satt i landstinget. Georg Dahl blev riddare av Vasaorden 1921.